# ユニモール
ユニモール（UNIMALL）は、愛知県名古屋市中村区の名古屋駅桜通口方面にある地下街・地下駐車場。運営は東海テレビグループの株式会社ユニモール。

## 概要
地下街には、様々な種類の店舗が入居しており、地下駐車場利用者は、周辺百貨店・量販店でのサービスが受けられる。
地下街はJR名古屋駅から桜通の下を通って地下鉄桜通線国際センター駅までを結ぶ形になっている。
運営会社の社名は、元々「名古屋駅前駐車場株式会社」だったが、1969年（昭和44年）1月に地下街の愛称を「ユニモール」とした後、1987年（昭和62年）11月に、社名も「ユニモール」とした。

## 沿革
- 1967年（昭和42年）5月 - 「名古屋駅前駐車場株式会社」として設立。
- 1969年（昭和44年）1月 - 地下街の愛称を「ユニモール」に命名。
- 1970年（昭和45年）11月 - 開業[1]。
- 1987年（昭和62年） - 「株式会社ユニモール」に商号を変更。
- 2012年（平成24年）から2015年（平成27年）まで大規模な改装工事が行われた[2]。改装工事完了に伴い、ロゴが変更された。

## その他
毎年1月と7月にはバーゲンセール「ユニモールバザール」が開催される。
キャンペーンが開催されると東海テレビ、東海ラジオでよくCMが流れる（主要株主のため）。また近年は、三重テレビやZIP-FMでも放送されることが増えた。1990年代中ごろまでは東海ラジオのサテライトスタジオが設置されていた。
つボイノリオの「名古屋はええよ!やっとかめ」の歌詞中でサカエチカ、女子大小路とともに紹介されている。